# Tengo tu amor (canción de Fórmula V)
«Tengo tu amor» es una canción del grupo pop español Fórmula V, compuesta por José Luis Armenteros y Pablo Herrero, publicada en 1968. Está incluida en su primer LP Busca un amor.

## Descripción
De tono desenfadado, es una canción romántica, dirigida sobre todo al público juvenil.
Se trata del primer gran éxito del grupo y alcanzó el número 2 en la lista de sencillos más vendidos.